# N-terminalni prohormon moždanog natriuretskog peptida
N-terminalni prohormon moždanog natriuretskog peptida (NT-proBNP) je 76 aminokiselina dug N-terminusni fragment moždanog natriuretskog peptida.
Nivoi BNP i NT-proBNP u krvi se koriste za testiranje i dijagnozu akutnog kongestivnog zatajenja srca i mogu da budu koristni u uspostavljanju prognoze otkazivanja srca, jer su oba markera tipično visoka kod pacijenata sa lošim ishodom. Koncentracije u plazmi ovih peptida su tipično povećane kod pacijenata sa ventrikularnom disfunkcijom i vezane su za koronarnu arterijskju bolest i miokardijalnu ishemiju.